# Danna García
Danna García (Medellín, Kolumbia, 1978. február 4. –) kolumbiai színésznő.

## Élete és pályafutása
1978. február 4-én született Medellínben. Édesanyja a kolumbiai énekesnő, Claudia Osuna, édesapja Jaime García. 
Fiatal korától kezdve szerepelt a tévében. 1994-ben Macela Vallejót alakította a Café con aroma de mujer című telenovellában Guy Ecker és Margarita Rosa de Francisco mellett. Ebben az évben debütált, mint énekes a Café Moreno együttesben, amelynek testvére, Claudia is tagja volt. Két lemezt adtak ki: Momposina (1994) és Café Moreno (1995). Az együttes ezután feloszlott. 1996-ban Mexikóba költözött, ahol a TV Azteca Al norte del corazón című sorozatában Eloísa-t alakította. 1997-ben visszatért Kolumbiába és szerepet vállalt a Perro Amorban. Ezután ismét Mexikóban játszott, az Háblame de amor című telenovellában. A forgatás végeztével New Yorkba utazott, hogy folytassa színészi tanulmányait a Lee Strasberg Theatre and Film Institute-nál. Egy évvel később A bosszú főszereplője lett. 2003-ban Mario Cimarro partnere volt a Pasión de gavilanesban (A szenvedélyek lángjai), majd 2008-ban Az árulóban is.

## Filmográfia
| Év        | Eredeti Cím                       | Cím                              | Szerep                           |               |
| --------- | --------------------------------- | -------------------------------- | -------------------------------- | ------------- |
| 1990      | Azúcar                            |                                  | Caridad Solaz                    |               |
| 1994      | La otra raya del tigre            |                                  | Manuela Santacruz                |               |
| 1994      | Café con aroma de mujer           |                                  | Marcela Vallejo Cortez           |               |
| 1995      | Victoria                          |                                  | Victoria                         |               |
| 1996      | El día es hoy                     |                                  | Milena                           |               |
| 1997      | Al norte del corazón              |                                  | Eloísa                           |               |
| 1998      | Perro amor                        |                                  | Sofía Santana                    |               |
| 1999      | Háblame de amor                   |                                  | Julia / Jimena                   |               |
| 2000      | La revancha                       | A bosszú                         | Soledad Santander / Mariana Ruíz |               |
| 2002      | Vivir así (epizód: Amor que mata) | Így élünk mi                     | Leticia                          |               |
| 2003-2004 | Pasión de gavilanes               | A szenvedélyek lángjai           | Norma Elizondo Acevedo           | Mezei Kitty   |
| 2004      | Te voy a enseñar a querer         |                                  | Diana Rivera                     |               |
| 2006      | Corazón partido                   |                                  | Aura Echarri                     |               |
| 2007      | Decisiones                        |                                  | Francisca                        |               |
| 2008      | La traición                       | Az áruló                         | Soledad de Obregón               | Ruttkay Laura |
| 2008-2009 | Un gancho al corazón              |                                  | Valentina 'La Monita' López      |               |
| 2009-2010 | Bella Calamidades                 | Lola (televíziós sorozat)        | Lola Carerro                     | Mezei Kitty   |
| 2010-2011 | Alguien te mira                   |                                  | Piedad Estévez                   |               |
| 2011      | Carrusel                          |                                  | María Cristina                   |               |
| 2012-2013 | Que bonito amor                   |                                  | María Mendoza Garcia             |               |
| 2014      | Camelia, La Texana                |                                  | Rosa                             |               |
| 2015      | Ruta 35                           |                                  | Sofía Bermúdez                   |               |
| 2015      | Lo imperdonable                   | Veronica aranya                  | Rebeca Rojo                      | Roatis Andrea |
| 2016      | Las Amazonas                      |                                  | Diana Santos                     |               |
| 2022      | Pasión de gavilanes               | A szenvedélyek lángjai (2. évad) | Norma Elizondo Acevedo de Reyes  |               |